# 少年矯正學校
少年矯正學校（簡稱矯正學校），乃為中華民國法務部矯正署為使觸犯法律的未成年人得以繼續升學接受正規教育所設立的特殊學校。該類學校的另一個設立目的在於經由學校教育矯正不良習性，促其改過自新，適應社會生活。
矯正學校提供高中、高職、國中、國小等學程，目前設有下列四校：敦品中學、誠正中學、勵志中學、明陽中學。另外，台灣日治時期扮演類似功能的「感化教育機構」則有臺灣總督府成德學院。

## 統計
官方統計顯示，新竹誠正中學和高雄明陽中學的學生中，來自近貧、中低收入家庭者達52%；來自家庭結構為單親家庭、隔代教養、未婚生子、父母分居（不包含高風險家庭）之孩童同為52%左右。而明陽中學中有一成的孩子曾經被診斷為身心障礙。

## 外部連結
- 「台灣矯正教育最大問題：沒有矯正教育」 鄭麗君：須跨部會合作、系統性重構 （页面存档备份，存于）